# Tina Kiberg
Pour les articles homonymes, voir Kiberg.
Tina Sarsøe Kiberg, née à Frederiksberg (Danemark) le 30 décembre 1958, est une chanteuse d'opéra danoise de tessiture soprano qui a connu un succès international avec des rôles importants dans les opéras de Richard Strauss et de Richard Wagner.

## Biographie
Tina Kiberg a fait ses études musicales à l'Académie royale danoise de musique et à l'Operaakademiet (da) de 1981 à 1985.